# Parachampionella
Parachampionella là chi thực vật có hoa trong họ Acanthaceae.